# Truus Pinckers
Truus Pinckers is een personage uit de televisiereeks F.C. De Kampioenen. Pinckers werd gespeeld door Vera Puts en was te zien tussen 1991 en 2005.

## Personage
Truus Pinckers is een Nederlandse therapeute. In reeks 2 bestudeerde ze de aanvraag van Bieke Crucke om een jaar in Amerika te studeren.
Later keerde ze nog terug om Bieke te vragen naar de reden van haar vervroegde terugkomst uit Amerika. Daarnaast bestudeerde ze de depressie van Doortje Van Hoeck na de geboorte van Billie Coppens.
In reeks 9 probeerde ze Doortje meer zelfvertrouwen en zelfstandigheid te geven. Dit lukte iets te goed, Doortje transformeerde naar een Carmen-karakter.
In reeks 16 raadde ze Carmen en Xavier aan om hun huwelijksreis over te doen om hun relatie sterker te maken.
Truus Pinckers was kort getrouwd met Bernard Theofiel Waterslaeghers. Het huwelijk hield maar 1 dag stand. 's Ochtends huwden ze in Las Vegas, 's avonds waren ze al opnieuw gescheiden na een meningsverschil. In reeks 9 waren er opnieuw plannen om te trouwen maar werden kort daarna afgelast door onenigheid over de trouwdatum.
Pinckers praat met een zware Nederlandse tongval.

## Afleveringen
- Reeks 2, aflevering 3: Naar Amerika (1991)
- Reeks 3, aflevering 2: Depressief (1992)
- Reeks 9, aflevering 8: Doortje Waterslaegers (1999)
- Reeks 16, aflevering 5: Feest! (2005)

## Uiterlijke kenmerken
- Blond haar (bij de eerste verschijningen kastanjekleurig)
- Donkere bril
- Stijf gekleed
- Streng voorkomen

## Catchphrases
- "Ksavier" (tegen Xavier)
- "Beestig interessant!"
- "Vertel op!"